# Rudolf Asbach
Rudolf Asbach (* 10. Dezember 1899 in Rüdesheim am Rhein; † 22. August 1971 ebenda) war ein deutscher Weinbrand-Fabrikant und Inhaber des Unternehmens „Asbach & Co.“

## Leben
Rudolf Asbach wurde als Sohn des Fabrikanten Hugo Asbach (1868–1935) und dessen Ehefrau Anna Maria Katharina Boltendahl († 1901) geboren. Nach seiner Schulausbildung erlernte er den Beruf des Weinbrenners und studierte Staatswissenschaften. 1926 trat er in das väterliche Unternehmen „Asbach & Co.“ ein. Nach Vaters Tod im Jahr 1935 übernahm Rudolf zusammen mit seinem Bruder Hermann den Betrieb und wurde persönlich haftender Gesellschafter. Zugleich war er Geschäftsführer der Weinbrennerei vorm. Gebr. Macholl in München. Neben seiner unternehmerischen Tätigkeit engagierte er sich für heimatgeschichtliche Angelegenheiten und gründete 1956 die „Gesellschaft zur Förderung der Rheingauer Heimatforschung“, deren erster Vorsitzender er war. Daneben hatte er zusammen mit seinem Bruder Hermann einen großen Anteil an der Erhaltung der Brömserburg, die in ihren Ursprüngen zu den ersten festen Burgen im UNESCO-Welterbe Oberes Mittelrheintal gehört. Sie waren Mitbegründer und Förderer des  „Museums für die Geschichte des Weins“, das sich in dieser Burg befindet.

## Ehrungen und Auszeichnungen
- 1954 Goethe-Plakette des Landes Hessen
- 1969 Ehrenbürger von Rüdesheim